# Hermann Hölty
Hermann Hölty (geboren 4. November 1828 in Uelzen; gestorben 15. August 1897 in Bad Rehburg) war ein deutscher lutherischer Geistlicher und Dichter.

## Leben und Werk
Hermann Hölty, Großneffe des Ludwig Hölty, studierte an der Universität Göttingen Evangelische Theologie, bekleidete dann Pfarrstellen in Hoyershausen bei Alfeld und in Holtensen bei Hannover.
Ab 1863 wirkte Hölty als Pastor an der St. Johanniskirche zu Hannover, bis er 1882 in den Ruhestand trat.

## Schriften
Gedichtsammlungen:
- Lieder und Balladen (Hamburg)
- Ostseebilder und Balladen (Kiel 1863)
- Alpenzauber und italische Gebilde (Braunschweig 1867)
- Bilder und Balladen (2. Auflage, Hannover)
- Aus der deutschen Götterwelt, Balladen (1877)

Dramen:
- Das Gelübde (Kiel 1862, 2. Aufl. 1865)
- König Saul (Hannover 1865)
- Lonoda (Hannover 1882)
- Gesamte Dichtungen (Hannover 1882)